# سيدتي وطفلك (مجلة)
سيدتي وطفلك، هي مجلة كل أم وأب.

## محتوى المجلة
سيدتي وطفلك، هي المجلة العربية الوحيدة التي تحفل بهذا الكم من المعلومات المفيدة للنساء في تلك المرحلة المهمة من حياتهن. وهي وإحدى إصدارات الشركة السعودية للأبحاث والنشر، التابعة للمجلة الأم سيدتي، تكمن أهميتها فيما تحمله من معلومات، تخص الأمهات والحوامل.

## أبواب المجلة
- نادي الأمهات: الذي تعتمد فيه سيدتي وطفلك على أفضل الاختصاصيين في كل المجالات، لنصحهن من خلال أحدث ما توصلت إليه الدراسات.
- أريد طفلاً: فيتوقف عند استفسارات اللواتي ينوين الحمل، ليعرض أدق الاكتشافات التي تفيدهن في الاستعداد للمرحلة القادمة، كتجميد الأجنة مثلاً.
- حامل وجميلة: في إرشاد الأمهات لمنتجات تغطي عيوب بشرة الحامل
- حامل وأنيقة: الذي يبرزها خلال هذه الفترة جذابة رغم بروز بطنها
- أمهات حوامل: فيقف على أهم مشاكل هذه المرحلة طبياً ونفسياً واجتماعياً
- مولودك: أهم الإجابات، التي تساعدها في الاعتناء بوليدها الجديد
- التغذية والصحة: يعلمانها كيفية إعداد طعامه، والتعرف على أمراضه، لندخل في باب أطفالك ينتظركم لقاء غير تقليدي مع نجمة معروفة وأم.
- المراهقون الصغار: ليساعد الأم في حيرتها أمام تصرفات مراهقها الصغير.
- بين الحمل والولادة: الذي يجنب الأم بمعلوماته أمراض الحمل ويحضرها نفسياً لولادة مريحة.

## رؤساء تحرير مجلة سيدتي
حاليا يرأس تحرير المجلة منذ عام 2005 محمد فهد الحارثي.

### شركات المجموعة
- الشركة السعودية للأبحاث والنشر'
- الشركة السعودية للنشر المتخصص'
- الخليجية للإعلان والعلاقات العامة'
- الشركة العربية للوسائل'
- الشركة السعودية للطباعة والتغليف'
- الشركة السعودية للتوزيع'
- المدينة المنورة للطباعة والنشر'
- شركة مطابع هلا'

## وصلات خارجية
- موقع مجلة سيدتي وطفلك